# Pseudodendroides umenoi
Pseudodendroides umenoi es una especie de coleóptero de la familia Pyrochroidae.

## Distribución geográfica
Habita en Taiwán.